# Léon Carvalho
Pour les articles homonymes, voir Carvalho.
Arthur Léon Carvalho, né le 18 janvier 1825 à Port-Louis et décédé le 29 décembre 1897 à Paris, est un chanteur lyrique, impresario d'opéra, directeur de théâtres et d'opéras, et producteur français.

## Biographie
Petit-fils d'un propriétaire de chantiers de marine sur l'Île Maurice  Léon Carvalho est le fils naturel reconnu d'Arthur Joseph Rondeaux de Courcy (1800-1884) et d'Anne Marie Henriette Laure Carvalho (1807-1834), décédée à Port-Louis à l'âge de 26 ans. Devenu consul de France à Ancône, son père épouse en 1857 la danseuse Zélie Pierson (1816-1866), sœur de la première danseuse de ballet Louise Pierson (1806-1831). Directeur du Théâtre National de l'Opéra Comique, chevalier de la Légion d'honneur, Léon Carvalho meurt pour sa part à l'âge de 72 ans, à son domicile 11 rue Volney, dans le 2e arrondissement de Paris.

## Carrière
Léon Carvalho arrive très jeune en France. Il étudie au Conservatoire de Paris, et chante en tant que baryton à l'Opéra-Comique, de 1850 à 1855, où il rencontre la soprano Marie-Caroline Miolan, qu'il épouse en 1853.
Il abandonne très tôt sa carrière de chanteur et prend la direction du Théâtre-Lyrique en 1856, où il présente des œuvres de Beethoven, Mozart, Rossini, Weber, mais où il a surtout ouvert ses portes aux nouveaux compositeurs français dénigrés par l'Opéra et l'Opéra-Comique, tels que Berlioz, Gounod, Bizet, Saint-Saëns et Delibes.
Début 1868, il se lance dans une nouvelle entreprise théâtrale, avec le Théâtre de la Renaissance. Cependant, il fait faillite le 6 mai 1868 et est contraint de céder ses deux théâtres.
Il prend alors la direction du Théâtre du Vaudeville. Bien que le lieu soit principalement consacré au théâtre conventionnel, il y remet au goût du jour le mélodrame — théâtre déclamé accompagné d'un fond musical. Il y commande à Bizet l'écriture d'une œuvre de musique de scène pour la production de l'Arlésienne d'Alphonse Daudet en octobre 1872.
Il devient directeur de l'Opéra-Comique en 1876 et, bien qu'il ait par le passé produit beaucoup de nouvelles œuvres, son choix de répertoire devient assez conservateur, en mettant en valeur le répertoire français traditionnel. Malgré tout, il produit aussi les premières des Contes d'Hoffmann, de Lakmé, de Manon, et du Roi malgré lui, et, lors de sa deuxième titularisation à partir de 1891, du Rêve, des Folies amoureuses (d’Émile Pessard) et de L'Attaque du moulin. Carvalho fait également rejouer Carmen à l'Opéra-Comique, dans une version expurgée tout d'abord, puis avec la créatrice du rôle-titre Célestine Galli-Marié et la majorité des éléments truculents de la version d'origine.
En 1884, il prépare le projet de monter Lohengrin sur la scène parisienne, se déplaçant à Vienne pour y préparer la production, mais, face à une campagne de presse virulente, il est contraint d'abandonner le projet début 1886.
Après l'incendie de la Salle Favart en 1887, qui a causé la mort de 84 personnes, il est tenu pour responsable, condamné pour négligence et emprisonné. Acquitté lors de son procès en appel, il est restauré dans ses fonctions de directeur du théâtre en 1891, où il continue de produire de nouveaux talents.
Le 1er février 1894, il est nommé chevalier de la Légion d'honneur.
Sa nature extravagante, sur le plan personnel tout comme sur le plan professionnel, l'a souvent conduit à de fortes dettes et à de nombreuses banqueroutes.

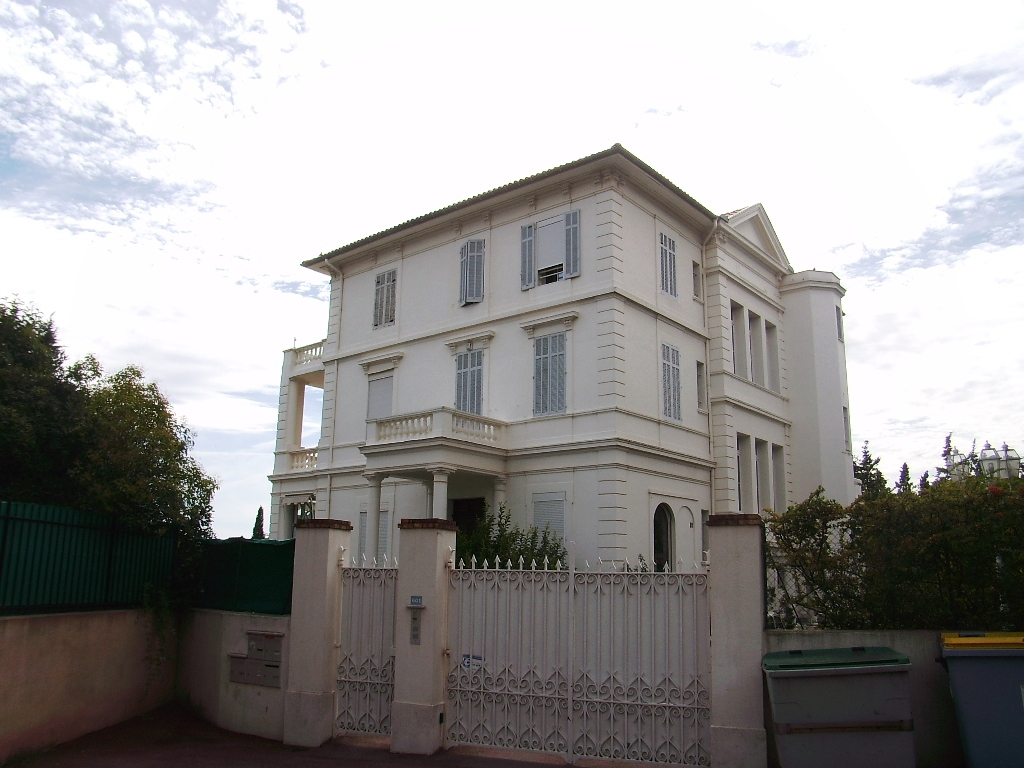
La villa Magali à Saint-Raphaël.

À Saint-Raphaël (Var), il fait construire la villa Magali, en hommage au rôle tenu par son épouse dans Mireille de Charles Gounod. Il y créa un montage architectural à partir de 43 fragments des ruines du palais des Tuileries. Délabré, ce dernier est en vain proposé à l'État en 1993 par le nouveau propriétaire de la bâtisse ; il est toujours visible en 2015,,.

## Distinctions
- Chevalier de la Légion d'honneur (1894)